# 厦门市新店中学
24°36′28″N 118°14′54″E / 24.60778°N 118.24833°E
厦门市新店中学，加挂福建省厦门双十中学翔安分校牌子，曾用名福建省同安第五中学，始建于1959年，是位于中华人民共和国福建省厦门市翔安区的完全中学。

## 学校荣誉
2006年，福建省二级达标高中
2015年，福建省语言文字规范化示范校
2016年，福建省教育科研基地校